# London Town
London Town este al șaptelea album al trupei Wings și a fost lansat în 1978. Pe parcursul înregistrării albumului au avut loc mai multe evenimente printre care plecarea a doi membrii din formație, nașterea unui copil și lansarea celui mai bine vândut single britanic de până atunci. 

## Tracklist
1. "London Town" (Paul McCartney/Denny Laine) (4:10)
2. "Cafe on the Left Bank" (3:25)
3. "I'm Carrying" (2:44)
4. "Backwards Traveller" (1:09)
5. "Cuff Link" (1:59)
6. "Children Children" (Paul McCartney/Denny Laine) (2:22)
7. "Girlfriend" (4:39)
8. "I've Had Enough" (3:02)
9. "With a Little Luck" (5:45)
10. "Famous Groupies" (3:36)
11. "Deliver Your Children" (Paul McCartney/Denny Laine) (6:25)
12. "Name and Address" (3:07)
13. "Don't Let It Bring You Down" (Paul McCartney/Denny Laine) (4:34)
14. "Morse Moose and the Grey Goose" (Paul McCartney/Denny Laine) (6:25)

- Toate cântecele au fost scrise și compuse de Paul McCartney cu excepția celor notate.

## Single-uri
- "London Town"/"I'mCarrying" (1978)
- "I've Had Enough"/"Deliver Your Children" (1978)
- "With a Little Luck"/"Backwards Traveller"/"Cuff Link" (1978)

## Componență
- Paul McCartney - voce, bas, tobe, chitară, vioară, percuție, claviaturi
- Linda McCartney - percuție, claviaturi, voce
- Denny Laine - bas, chitară, claviaturi, percuție, voce